# Hypena semiclusalis
Hypena semiclusalis är en fjärilsart som beskrevs av Walker 1865. Hypena semiclusalis ingår i släktet Hypena och familjen nattflyn. Inga underarter finns listade i Catalogue of Life.